# Евсигније Антиохијски
Свети свештеномученик Евсигније Антиохијски је ранохришћански мученик из 4. века.
Рођен је у Антиохији. Био војник у трупама цара Максимијана, Константина Великог и његових синова. Присуствовао је мучењу светог мученика Василиска. По предању, време цара Константина, он је био војник који је први видео крст који се јавио цару. Пошто је у војсци одслужио пуних шездесет година, у време владавине Константинових синова повукао се из војне службе и настанио у Антиохији, у родном граду.
Пострадао је од стране цара Јулијана Одступника који је наредио да му одсеку главу. То се збило је страдао 362. године, када је Евсигније био у дубокој старости. 
Православна црква прославља светог Евсигнија 5. августа по црквеном календару.